# Frente Democrático Unido (Malaui)
El Frente Democrático Unido es un partido político de Malaui fundado en 1992 por Bakili Muluzi. Reclama ser un partido liberal y es principalmente fuerte en la región del sur poblada por la etnia Yao. Bakili Muluzi fue Presidente del país de 1994 a 2004.

## Historia
El Frente Democrático Unido es un partido político prominente en Malaui desde que fue fundado en 1992 por Bakili Muluzi. Hasta 2009, el partido era miembro de Internacional Liberal, a la que se unió en el Congreso de Reikiavik en 1994.

### Ascenso de la facción del DPP
Llegó al poder en 1994 bajo Bakili Muluzi quién estuvo al mando hasta 2004, cumpliendo dos mandatos. 
Continuó en el poder bajo Bingu wa Mutharika, aun así desde Muluzi quedó la cabeza del partido. Después de tener éxito Muluzi, Mutharika vino a conflicto con mucho del partido, incluyendo Muluzi, y abandonó el partido en febrero de 2005 para formar el Partido Progresivo Democrático (DPP). En 2009 fue el DPP el que ganó la elección. Esto dirigió para concentrar deserciones de la UDF al gobernante DPP. El partido aun así, continuó en reestructuración.
La UDF llegó al poder en 1994 con Bakili Muluzi, quien estuvo en el poder hasta 2004, cumpliendo dos mandatos. Continuó en el poder bajo Bingu wa Mutharika, sin embargo, dado que Muluzi siguió siendo el presidente del partido. Después de suceder a Muluzi, Mutharika entró en conflicto con gran parte del partido, incluido Muluzi, y dejó el partido en febrero de 2005 para formar el Partido Demócrata Progresista (DPP). En 2009 el DPP ganó las elecciones. Esto llevó a deserciones masivas de la UDF al gobernante DPP. Sin embargo, el partido continuó existiendo.

## Rendimiento político
El 24 de abril de 2008, una convención de la UDF, que incluyó a 2,000 delegados, eligió a Muluzi como el candidato presidencial del partido en 2009, a pesar de las preguntas sobre su elegibilidad debido a los límites del mandato (al final la Comisión Electoral no le dejaría participar). Recibió 1950 votos en la convención contra 38 para el vicepresidente Cassim Chilumpha.

## Presidentes de UDF
- Atupele Muluzi,2012–presente
- Bakili Muluzi, 1993– 2004

## Historia electoral

### Elecciones presidenciales
|  | 47.15 % |

|  | 45.21 % |

|  | 35.97 % |

|  | 13.72 % |

|  | 4.67 % |

### Elecciones legislativas
|  | 46.53 % |

|  | 47.32 % |

|  | 25.34 % |

|  | 12.92 % |

|  | 9.63 % |

|  | 4.58 % |